# Make Yourself
Make Yourself ist das dritte Studioalbum der Alternative-Rock-Band Incubus. Es erschien am 26. Oktober 1999 über Epic Records und Immortal Records und das erste Album der Band mit DJ Chris Kilmore, der 1998 DJ Lyfe (Gavin Koppell) ersetzte. Mit dem Album konnte sich die Band erstmals in den Charts außerhalb ihres Heimatlandes platzieren. Das Lied Drive wurde zum ersten und einzigen Top-10-Singlehit von Incubus und erreichte Platz neun der US-amerikanischen Singlecharts.
Make Yourself wurde in den Vereinigten Staaten mit Doppelplatin, in Kanada und Neuseeland jeweils mit Platin und in Australien und im Vereinigten Königreich jeweils mit Gold ausgezeichnet. Robert Dimery führte das Album in seiner Anthologie 1001 Albums You Must Hear Before You Die.

## Entstehung

### Songwriting
Nach der Veröffentlichung des Vorgängeralbums S.C.I.E.N.C.E. am 9. September 1997 gingen Incubus auf mehrere ausgedehnte Tourneen. Alleine im Jahre 1998 spielte die Band über 300 Konzerte. Laut Sänger Brandon Boyd wäre die Band für das Album eine Ewigkeit auf Tour gewesen. Die Musiker gaben sich daraufhin acht Wochen, um ein neues Album zu schreiben und aufzunehmen. Dabei entstanden alle Lieder, die schließlich für Make Yourself verwendet wurden. Für das neue Album reicherte die Band ihren bislang im Funk Rock bzw. Funk Metal ansässigen Stil um Elemente des Alternative Rock und Alternative Metal an. Gleichzeitig wurde ihre Musik massentauglicher, was laut der Band so nicht geplant war. Sänger Brandon Boyd bezeichnete Make Yourself als Antithese zu S.C.I.E.N.C.E.

„Der größte Einfluss auf unser Songwriting hatte damit zu tun, dass wir die Welt bereisten. Wir haben alles um uns herum aufgesaugt und haben dies mit einem echten kreativen Verlangen gemischt, um unsere Kunstfertigkeit auszubauen. Wir wollten der verrückten Musik, die wir in der High School geschrieben haben, enteilen und seriöser werden.“

Für Make Yourself schrieb Sänger Brandon Boyd persönlichere Texte als zuvor, in denen er sich verletzlicher zeigt. Boyd wurde zuvor durch Künstlerinnen die PJ Harvey inspiriert und wollte, dass die Hörer die Musik und die Texte mehr interpretieren als wortwörtlich anzunehmen. Mike Einziger ergänzte, dass die Rockszene der 1990er Jahre sehr „maskulin“ war. Die emotionale Seite der Musik wäre eine Reaktion auf all die aggressive Musik, die damals erschien. Incubus wollten als Reaktion in eine andere Richtung gehen.

### Aufnahmen
Aufgenommen wurde das Album in den NRG Recording Studios in Los Angeles. Es wurde von der Band und Scott Litt produziert. Litt mischte das Album zusammen mit Rick Will, während Stephen Marcussen das Mastering übernahm. Michael Baskette wirkte als Toningenieur. Als Gastmusiker sind der Cellist Dave Holdrige bei den Lieder Drive und I Miss You sowie die beiden DJs Cut Chemist und DJ Nu-Mark bei dem Lied Battlestar Scralatchtica zu hören. Letzteres Lied kam eher zufällig zustande, als Sänger Brandon Boyd einen Termin beim Zahnarzt hatte. Da seine Bandkollegen keine Zeit verschwenden wollten, sprach der DJ Chris Kilmore die anderen beiden DJs an, die im Studio nebenan arbeiteten. Brandon Boyd war vom Ergebnis begeistert und durfte den Titel benennen.

## Veröffentlichung
Als erste Single erschien am 5. Oktober 1999 das Lied Pardon Me. Kurz nach der Veröffentlichung erhielt die Band Anfragen von diversen Radiostationen, die nach einer akustischen Version des Liedes nachfragten. Mit dieser erhielt die Band viel Airplay und öffnete ihnen laut Mike Einziger „alle Türen“. Als B-Seite wurde das Lied Crowded Elevator verwendet. Pardon Me ist auch auf dem Soundtrack des Films Little Nicky – Satan Junior zu hören. Die zweite Single Stellar folgte am 13. Juni 2000. Mit dem Lied trat die Band in der Late-Night-Show Late Show with David Letterman auf. Stellar ist in der Kategorie „Thrash and Burn“ im Musikspiel Guitar Hero enthalten.
Als dritte und letzte Single erschien Drive am 14. November 2000. Das Lied kann im „Acoustic Track Pack“ für das Spiel Guitar Hero: World Tour heruntergeladen werden. Das Lied Crowded Elevator ist im Soundtrack des Films Scream 3 enthalten und wurde als Bonustrack der japanischen Version von Make Yourself veröffentlicht. Für die Lieder Pardon Me, I Miss You, Privilege, Out from Under, Stellar und Drive wurden Musikvideos veröffentlicht. Zwei Jahre nach der Veröffentlichung von Make Yourself erschien eine „Tour Edition“ des Albums. Diese enthält eine Bonus-CD mit akustischen Versionen der Lieder Pardon Me, Stellar, Make Yourself sowie eine orchestrale Live-Version des Liedes Drive.
Kurz nach der Veröffentlichung von Make Yourself änderte eine Death-Metal-Band aus dem US-amerikanischen Bundesstaat Louisiana ihren Namen von Incubus in Opprobrium, nachdem sie herausgefunden hat, dass sich die Alternative-Rock-Band das Urheberrecht auf den Bandnamen gesichert hatte.

## Hintergrund
The Warmth handelt davon, sich nicht von materialistischen und oberflächlichen Dingen einwickeln zu lassen. Der Hörer sollte sich vielmehr mit den sinnvollen Dingen im Leben beschäftigen und denjenigen helfen, die von diesen Problemen betroffen sind. Stellar wurde von Jo English, der damaligen Freundin des Sängers Brandon Boyd inspiriert. Laut Boyd wird hier die Liebe als transzendentales Gefühl beschrieben, als „wenn man frei im All schwebt“. Boyds Freundin Jo English ist auch im Musikvideo zu sehen. I Miss You handelt von dem Gefühl, wenn man seinen Partner oder seine Partnerin vermisst, weil man wegen seiner Arbeit nicht bei dieser Person sein kann.
Das Titellied handelt davon, etwas aus sich selbst zu machen. Laut Brandon Boyd ist die einzige Person, auf die man sich immer verlassen kann, man selbst ist und jeder Mensch sollte Verantwortung über sein eigenes Schicksal nehmen. Wer zulässt, dass andere Menschen sein Leben bestimmen, werden die anderen etwas gewinnen, während man selbst alles verliert. Am Anfang des Liedes sind Brandon Boyd durch die Tonabnehmer von Mike Einzigers Gitarre. Drive handelt von der Angst und davon, dass ein Leben von der Angst bestimmt wird und die Person Entscheidungen aus Angst fällt. In einem Interview aus dem Jahre 2020 erklärt Brandon Boyd, dass er immer noch mit diesen Problemen zu kämpfen hat.
In Pardon Me arbeitet Brandon Boyd die turbulenten letzten Jahre auf. Nach seiner Rückkehr von der einer Tournee stellte er fest, dass seine damalige Freundin mit ihm Schluss gemacht hat. Darüber hinaus verstarb seine Großmutter und ein enger Freund. Die Idee zu dem Titel hatte er, als er im Magazin Life einen Artikel über spontane menschliche Selbstentzündung gelesen hatte. In dem Musikvideo ist der Vater von Sänger Brandon Boyd zu sehen. Out from Under handelt davon, eine Unterdrückung zu überwinden.

## Rezeption

### Rezensionen
Steve Huey vom Onlinemagazin Allmusic schrieb, dass Incubus auf Make Yourself „bequemer in ihrem Sound sitzen“, während das Vorgängeralbum „abrupt zwischen zwei Genres variiert, ohne diese zu verbinden“. Auch wenn Make Yourself „einige unbehagliche Momente“ hat, sollte das Album „die Fans erfreuen“. Huey vergab vier von fünf Punkten. Gregory Britisch vom Onlinemagazin laut.de schrieb, dass Incubus „den Frickelanteil entsorgt“, das „Songwriting geradliniger gestaltet“ und daher jetzt „schneller auf den Punkt kommen“. Das Album bietet „gut produzierte und eingängige Rocksongs“.

### Chartplatzierungen
| ChartsChartplatzierungen       | Höchstplatzierung | Wochen |
| ------------------------------ | ----------------- | ------ |
| Deutschland (GfK)              | 56 (9 Wo.)        | 9      |
| Österreich (Ö3)                | 30 (10 Wo.)       | 10     |
| Schweiz (IFPI)                 | 45 (9 Wo.)        | 9      |
| Vereinigte Staaten (Billboard) | 47 (98 Wo.)       | 98     |
| Vereinigtes Königreich (OCC)   | 83 (4 Wo.)        | 4      |

| ChartsJahrescharts (2000)      | Platzierung |
| ------------------------------ | ----------- |
| Vereinigte Staaten (Billboard) | 107         |

| ChartsJahrescharts (2001)      | Platzierung |
| ------------------------------ | ----------- |
| Vereinigte Staaten (Billboard) | 90          |

Die erste Single Pardon Me erreichte Platz 61 der britischen Charts, während die zweite Single Stellar keine Chartplatzierung erreichen konnte. Erfolgreicher war die dritte Single Drive, welche Platz neun der US-amerikanischen Singlecharts erreichte. Darüber hinaus platzierte sich Drive auf Platz 40 der britischen, Platz 80 der deutschen und Platz 85 der Schweizer Singlecharts.

### Auszeichnungen für Musikverkäufe
| Land/Region                  | Auszeichnungen für Musikverkäufe (Land/Region, Auszeichnung, Verkäufe) | Verkäufe  |
| ---------------------------- | ---------------------------------------------------------------------- | --------- |
| Australien (ARIA)            | Gold                                                                   | 35.000    |
| Kanada (MC)                  | Platin                                                                 | 100.000   |
| Neuseeland (RMNZ)            | 2× Platin                                                              | 30.000    |
| Vereinigte Staaten (RIAA)    | 2× Platin                                                              | 2.000.000 |
| Vereinigtes Königreich (BPI) | Gold                                                                   | 100.000   |
| Insgesamt                    | 1× Gold · 3× Platin ·                                                  | 2.265.000 |

## Bedeutung
Das Onlinemagazin Loudwire platzierte das Album auf Rang zwölf ihrer Liste der 50 besten Nu-Metal-Alben aller Zeiten. Das britische Magazin Kerrang führte Make Yourself auf Platz vier ihrer Rangliste der Incubus-Alben. Im Herbst 2019 spielte die Band eine 39 Termine umfassende Nordamerikatournee anlässlich des 20-jährigen Jubiläums des Albums, bei dem Make Yourself komplett gespielt wurde.